# Federico Ricca
Federico Ricca Rostagnol (* 1. Dezember 1994 in Tarariras) ist ein uruguayischer Fußballspieler. Seit August 2022 steht er bei Oud-Heverlee Löwen unter Vertrag.

## Karriere

### Verein
Der aus Tarariras stammende Federico Ricca ist der Sohn von Alejandro und Leticia. Er hat einen Bruder namens Matías. Ricca ist ein nach Angaben seines Vereins 1,79 Meter großer Defensiv- bzw. Mittelfeldakteur. Er spielte zunächst für Maracaná. Bereits als 15-Jähriger gehörte er der von Carlos Rodríguez trainierten U-18-Departamento-Auswahl Colonias an und wurde dort in der Saison 2010/11 Meister des Landesinneren (Campéon del Interior). In den Finalspielen gegen die Auswahl des Departamento Durazno stand er jeweils in der Startelf. Ricca wechselte dann im Alter von 16 Jahren im Juli 2011 in die Nachwuchsmannschaft von Danubio. Obwohl er eigentlich noch für die Mannschaft der Cuarta División spielberechtigt war, kam er 2012/13 bereits im U-23-Team der Tercera División zum Zuge. Gegen Ende der Saison 2012/13 wurde er in die Erste Mannschaft hochgezogen. Dort debütierte Ricca am 18. August 2013 in der Partie des 1. Spieltags der Apertura 2013 beim Cerro Largo FC  mit einem Startelfeinsatz in der Primera División. Direkt bei seinem zweiten Profieinsatz wurde er am zweiten Spieltag in der Partie gegen Club Atlético Cerro des Feldes verwiesen. In der Spielzeit 2013/14, in der seine Mannschaft als Tabellenerster die Apertura 2013 gewann und am Saisonende Uruguayischer Meister wurde, absolvierte er 23 Erstligaspiele und erzielte drei Treffer. In der Saison 2014/15 wurde er in 29 Erstligaspielen (ein Tor), zwei Partien (kein Tor) der Copa Sudamericana 2014 und vier Spielen (kein Tor) der Copa Libertadores 2015 eingesetzt. Während der Apertura 2015 kam er in 15 Erstligaspielen (kein Tor) und zwei Partien (kein Tor) der Copa Sudamericana 2015 zum Einsatz. Am 2. Februar 2016 wurde er als Neuzugang beim spanischen Klub FC Málaga präsentiert. Bei den Spaniern debütierte er am 27. Februar 2016 beim 1:1-Unentschieden gegen Real Sociedad San Sebastián mit einem Startelfeinsatz in der Primera División. Bis Saisonende absolvierte er acht Erstligaspiele und schoss ein Tor. In der Folgespielzeit 2016/17 wurde er in 21 La-Liga-Partien (kein Tor) eingesetzt.
In der Saison 2017/18 bestritt Ricca infolge mehrerer Verletzungen nur 14 Liga-Spiele für Malaga. Am Ende der Saison stieg der FC Malaga in die Segunda División. In der Saison 2018/19 in der tieferen Spielklasse wurde er bei 37 von 42 Spielen eingesetzt. Ein direkter Wiederaufstieg des Vereins scheiterte in den Aufstiegsspielen.
Mitte August 2019 wechselte Ricca zum belgischen Erstdivisionär FC Brügge und unterschrieb dort einen Vertrag über vier Jahre. In der Saison 2021/22 wurde er dort in 10 von 40 möglichen Ligaspielen eingesetzt, in denen er ein Tor schoss, sowie in fünf Pokalspielen, vier Champions-League-Spielen und im gewonnenen Spiel um den Supercup.
Ohne dass er in der neuen Saison in den ersten drei Ligaspielen eingesetzt worden war, wechselte er Mitte August 2022 zu Ligakonkurrent Oud-Heverlee Löwen und unterschrieb dort einen Vertrag bis Sommer 2025. In seiner ersten Saison bestritt er 28 von 31 möglichen Ligaspielen für Löwen, in denen er ein Tor schoss, sowie zwei Pokalspiele.

### Nationalmannschaft
Ricca kann keine Länderspieleinsätze in den verschiedenen Altersklassen der Juniorenauswahlen aufweisen. Am 19. Mai 2015 wurde er jedoch von Trainer Fabián Coito zunächst für den vorläufigen Kader der U-22 bei den Panamerikanischen Spielen 2015 in Toronto nominiert. Schließlich gehörte er auch dem endgültigen Aufgebot an und gewann das Turnier mit der Celeste.
In 2017 gehörte Ricca bei mehreren Qualifikationsspielen der uruguayischen Nationalmannschaft zwar zum Kader, wurde tatsächlich aber nicht eingesetzt. Am 4. Juni 2017 stand er bei einem Freundschaftsspiel gegen Irland tatsächlich auf dem Platz. Drei Tage später bei einem weiteren Freundschaftsspiel gegen Italien erfolgte wieder kein Einsatz. Seitdem erfolgte keine Berufung in den Kader der Nationalmannschaft mehr.

### Erfolge
- Goldmedaille Panamerikanische Spiele 2015
- Uruguayischer Meister 2013/14
- Gewinn des Torneo Apertura 2013
- FC Brügge:
  - Belgischer Meister: 2019/20, 2020/21, 2021/22 (FC Brügge)
  - Gewinner belgischer Supercup: 2021, 2022 (2022 nicht im Spieltagskader)